# 莱永河畔拉布莱
莱永河畔拉布莱（法語：Rablay-sur-Layon，法語發音：[ʁablɛ syʁ lɛjɔ̃] ⓘ）是法国曼恩-卢瓦尔省的一个旧市镇，属于昂热区。2016年1月1日，莱永河畔拉布莱和相邻的另外4个市镇合并为新市镇贝勒维涅昂莱永（Bellevigne-en-Layon）。

## 地理
莱永河畔拉布莱（47°17'42"N, 0°34'35"W）面积7.44 平方千米，位于法国卢瓦尔河地区大区曼恩-卢瓦尔省，该省份为法国西部内陆省份，大致对应安茹地区，北起顺时针与马耶讷省、萨尔特省、安德尔-卢瓦尔省、维埃纳省、德塞夫勒省、旺代省、大西洋卢瓦尔省和伊勒-维莱讷省接壤。
与莱永河畔拉布莱接壤的市镇（或旧市镇、城区）包括：莱永河畔博略、莱永河畔尚、尚佐、费当茹。
莱永河畔拉布莱的时区为UTC+01:00、UTC+02:00（夏令时）。

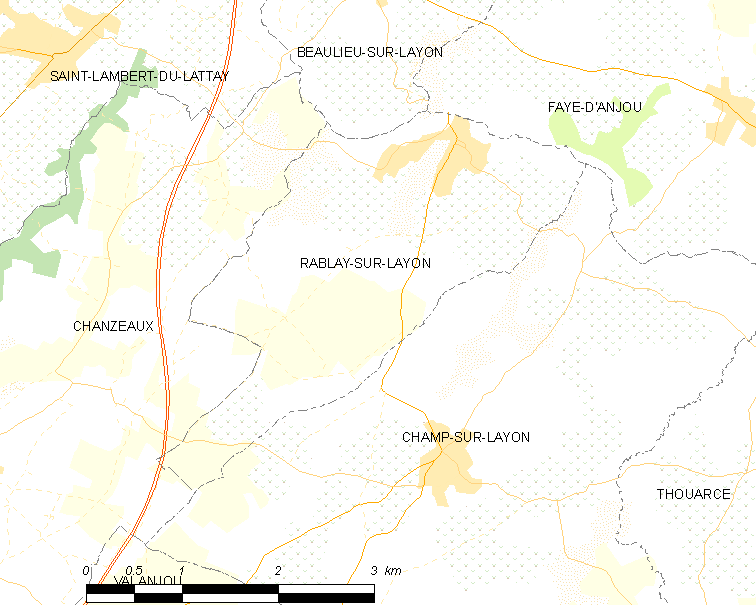
莱永河畔拉布莱的OSM定位图

## 行政
莱永河畔拉布莱的邮政编码为49750，INSEE市镇编码为49256。

## 政治
莱永河畔拉布莱所属的省级选区为安茹地区舍米耶县。

## 人口

1962-2008年间莱永河畔拉布莱人口变化图示

莱永河畔拉布莱于2018年1月1日时的人口数量为783人。